# Groupe de NGC 3318
Le groupe de NGC 3318 comprend au moins 9 galaxies situées dans les constellations de la Machine pneumatique et des Voiles. La distance moyenne entre ce groupe et la Voie lactée est d'environ 45,3 Mpc (∼148 millions d'al). 
- Note. Les coordonnées du centre de masse du groupe indiquées par Garcia sont celles de l'l'époque B1950, ce qui est près de la frontière entre les Voiles et la Machine pneumatique. Il faut transformer ces coordonnées[2] pour celles de l'époque J2000 pour obtenir la constellation[3] de la position du centre de masse. Les coordonnée du centre de masse de ce groupe sont 10h 29m 06,2s et -40° 21′ 30″ et il est dans la Machine pneumatique.

## Membres
Le tableau ci-dessous liste les neuf galaxies du groupe indiquées dans l'article de A.M. Garcia paru en 1993.   
| Nom        | Const.              | Class.      | Type                  | α (J2000.0)   | δ (J2000.0)  | Vitesse radiale (km/s) | m            | Distance (Mpc) | Diamètre (kal) |
| ---------- | ------------------- | ----------- | --------------------- | ------------- | ------------ | ---------------------- | ------------ | -------------- | -------------- |
| NGC 3250   | Machine pneumatique | E4          | Elliptique            | 10h 26m 32.3s | -39° 56′ 38″ | 2824 ± 32              | 11,1         | 46,2 ± 3,3     | 194            |
| NGC 3250B  | Voiles              | Sba pec?    | Spirale               | 10h 27m 44.8s | -40° 26′ 06″ | 2520 ± 19              | 12,7         | 41,7 ± 3,0     | 126            |
| NGC 3250E  | Machine pneumatique | SAB(s)cd?   | Spirale intermédiaire | 10h 29m 00.7s | -40° 04′ 58″ | 2803 ± 4               | 12,5         | 45,9 ± 3,2     | 116            |
| NGC 3318   | Voiles              | SAB(rs)b    | Spirale intermédiaire | 10h 37m 15.5s | -41° 37′ 39″ | 2775 ± 6               | 11,6         | 45,4 ± 3,2     | 114            |
| NGC 3318B  | Voiles              | SB(s)c      | Spirale barrée        | 10h 37m 33.8s | -41° 27′ 55″ | 2756 ± 10              | 13,2         | 45,1 ± 3,2     | 81             |
| ESO 317-17 | Machine pneumatique | (R)SAB(r)a  | Spirale intermédiaire | 10h 21m 18.0s | -39° 47′ 57″ | 2841 ± 19              | 12,88 ± 0,09 | 46,4 ± 3,3     | 78             |
| ESO 317-19 | Machine pneumatique | (R')SAB(r)a | Spirale intermédiaire | 10h 23m 02.3s | -39° 10′ 00″ | 2873 ± 9               | 13,49 ± 0,09 | 46,9 ± 3,30    | 69             |
| ESO 317-21 | Machine pneumatique | SA0^-       | Lenticulaire          | 10h 23m 08.2s | -39° 37′ 26″ | 2635 ± 19              | 12,35 ± 0,09 | 43,4 ± 3,1     | 79             |
| ESO 317-23 | Machine pneumatique | (R')SB(rs)a | Spirale barrée        | 10h 24m 42.5s | -39° 18′ 21″ | 2892 ± 19              | 12,27 ± 0,09 | 47,2 ± 3,3     | 108            |

Le site DeepskyLog permet de trouver aisément les constellations des galaxies mentionnées dans ce tableau ou si elles ne s'y trouvent pas, l'outil du site constellation permet de le faire à l'aide des coordonnées de la galaxie. Sauf indication contraire, les données proviennent du site NASA/IPAC.